# 김동현 (2002년 10월)
김동현(2002년 10월 12일 ~ )은 대한민국의 축구 선수이며, 포지션은 수비수이다.